# Viliam Dobiáš
Viliam Dobiáš (* 1950, Bratislava, Československo) je slovenský lékař a vysokoškolský pedagog, původně anesteziolog, později specialista v oblasti urgentní medicíny.

## Vzdělání
V roce 1968 ukončil studium na Střední všeobecněvzdělávací škole Šrobárova v Košicích (dnes Gymnázium Šrobárova). Roku 1974 absolvoval obor všeobecné lékařství na lékařské fakultě Univerzity Komenského v Bratislavě.

## Další působení
Po studiích byl primářem na anesteziologicko-resuscitačním oddělení Nemocnice Ministerstva vnitra na Slovensku. Od roku 1980 působí ve funkci vedoucího Katedry urgentní medicíny při lékařské fakultě Slovenské zdravotnické univerzity v Bratislavě. Vedoucím je také v Centru pro výuku urgentní medicíny lékařské fakulty Univerzity Palackého v Olomouci. Od roku 2005 je zaměstnán u soukromého provozovatele zdravotnické záchranné služby Life Star Emergency na Slovensku a působí zde ve funkci hlavního lékaře. Kromě toho působí jako konzultant Úřadu pro dohled nad zdravotní péčí (slovensky Úrad pre dohľad nad zdravotnou starostlivosťou) a také jako soudní znalec pro Ministerstvo spravedlnosti Slovenské republiky. Několik let je také hlavním rozhodčím mezinárodních soutěží odborné metodické soutěže posádek zdravotnických záchranných služeb Rallye Rejvíz. Je také prezidentem Slovenské společnosti urgentní medicíny a medicíny katastrof. V roce 2013 byl zvolen prezidentem Slovenského Červeného kříže, před rokem 1998 zde již působil ve funkci generálního sekretáře.

## Ocenění
- 2007: Zlatý záchranářský kříž Slovenské republiky, Cena za výjimečný přínos pro záchranářství[7]
- 2007: Zlatý záchranářský kříž České republiky, Cena za výjimečný přínos pro záchranářství, ocenění získal jako člen realizačního týmu mezinárodní metodické odborné soutěže Rallye Rejvíz
- Diamantová medaile za darování krve[8]
- Medaile prof. J. Kňazovského za darování krve[8]

## Dílo
Jako vysokoškolský pedagog je autorem několika odborných publikací z oblastí urgentní medicíny:
Odborné publikace
- V. Dobiáš: Urgentná zdravotná starostlivosť, Osveta, 2006, ISBN 978-80-8063-244-1
- V. Dobiáš a kolektiv: Prednemocničná urgentná medicína, Osveta, 2007, ISBN 978-80-8063-387-5
- V. Dobiáš: Klinická propedeutika v urgentnej medicíne, Grada, 2013, ISBN 978-80-247-4570-1

Próza
- V. Dobiáš: Volali ste záchranku?; 20 rokov praxe záchranára vo veselých aj smutných príbehoch, Dixit, 2013, ISBN 978-80-89662-07-4